# Мак (село)
Мак (болг. Мак) — село в Болгарии. Находится в Кырджалийской области, входит в общину Ардино. Население составляет 5 человек.

## География
Расположено на реке Коджадере вблизи слияния её с рекой Кюпрюдере. Связано автомобильной дорогой с Гырбиште, просёлочными дорогами с сёлами Рожденско и Теменуга. Вблизи села гора Курбансырт, на склонах которой находится дубовая роща. Линия электропередачи до села Цырквица.

## Политическая ситуация
В местном кметстве Гырбиште, в состав которого входит Мак, должность кмета (старосты) исполняет Турсун Азис Хусни (Земледельческий народный союз (ЗНС)) по результатам выборов правления кметства.
Кмет (мэр) общины Ардино — Ресми Мехмед Мурад (Движение за права и свободы (ДПС)) по результатам выборов в правление общины.